# Boreus nix
Boreus nix är en näbbsländeart som beskrevs av Carpenter 1935. Boreus nix ingår i släktet Boreus och familjen snösländor. Inga underarter finns listade i Catalogue of Life.